# Halina Bittner-Szewczykowa
Halina Maria Bittner-Szewczykowa (ur. 30 października 1923 w Jaworznie, zm. 29 listopada 2007 w Lubaczowie) – etnograf, muzealnik.

## Życiorys
Wychowywała się w rodzinie nauczycieli Klemensa Bittnera i Antoniny z Krupów, jako najstarsza córka z czworga rodzeństwa (siostra Irena, bracia Kazimierz i Jerzy). Edukację rozpoczęła w Jaworznie i kontynuowała ją w Miejskim Gimnazjum Żeńskim w Mysłowicach. W ukończeniu szkoły średniej przeszkodził jej wybuch wojny. W czasie okupacji niemieckiej kontynuowała naukę na tajnych kompletach, co przygotowało ją do zdania matury w 1945 w Państwowym Liceum im. Stanisława Staszica w Chrzanowie. W okresie nauki rozpoczęła pracę jako korepetytorka, kontynuując ją w trakcie studiów.
W kolejnym roku akademickim (1945/1946) podjęła studia z zakresu anglistyki i socjologii na UJ. W 1946 zrezygnowała z filologii na rzecz etnografii pod kierunkiem Kazimierza Dobrowolskiego i Kazimierza Moszyńskiego. W 1948 zatrudniła się w Muzeum Etnograficznym w Krakowie przy inwentaryzacji zbiorów. Po otrzymaniu stypendium ministra oświaty mogła zrezygnować ze wszystkich dorywczych prac i w pełni poświęciła się nauce. W 1949 zakończyła studia otrzymując tytuł magistra filozofii w zakresie etnografii.
W 1950 rozpoczęła pracę jako mł. asystent w Katedrze Etnografii UWr. Pracowała tam do połowy 1956, awansując w międzyczasie na stanowisko adiunkta. W okresie wrocławskim czynnie pracowała w strukturach PTL, gdzie w 1953 została członkiem Zarządu Głównego.
W 1956 powróciła do Krakowa, aby rozpocząć pracę kustosza (później st. kustosza) w Muzeum Etnograficznym, gdzie pracowała do 1990.
W 1957 zawarła związek małżeński ze Zdzisławem Szewczykiem. Ich córka Krystyna Dorota, biolog, pracuje na Uniwersytecie w Antwerpii.
Zmarła w Lubaczowie, pochowana w grobie rodzinnym na cmentarzu Rakowickim w Krakowie (kwatera PAS 66-środkowy-9 od prawej strony).

## Praca naukowa
Bittner-Szewczykowa była bardzo rzetelnym badaczem. Dużo czasu poświęcała na prace gabinetowe, przygotowujące do badań terenowych, czego dowodem jest dość mała ilość wydanych prac (ok. 30). Chętnie podejmowała analityczne i porównawcze tematy dotyczące polskiej kultury ludowej i jej związków z kulturami krajów europejskich. Biegła znajomość wielu języków obcych (obok angielskiego, niemiecki, francuski i rosyjski, ale również łacina i włoski) pozwoliła jej na wnikliwą analizę źródeł nie tylko polskich. W czasie prowadzonych badań w terenie robiła obszerne notatki, które następnie kategoryzowała według ustalonego schematu, wzorując się na kartotece Jana Stanisława Bystronia.
Wspólnie z mężem wyjeżdżała na południe Polski, aby badać stroje Lachów Sądeckich, Szczyrzyckich, Górali Podhalańskich, a także uczestniczyć w organizacji wielu konkursów folklorystycznych. Jako kostiumolog prowadziła instruktaże i wykłady dla muzealników, studentów, animatorów kultury, członków zespołów folklorystycznych. Wielokrotnie opiniowała, jako rzeczoznawca, wytwory artystów zrzeszonych w CPLiA. Była jedną z inicjatorek Karpackiego Festiwalu Dziecięcych Zespołów Regionalnych w Rabce-Zdroju, zasiadając w jego jury w 1983–1994.
Prace badawcze w terenie podjęła już w trakcie studiów, biorąc udział w penetracjach Muzeum Etnograficznego w Krakowie oraz PIBSL kierowaną przez Romana Reinfussa na pograniczach krakowsko-kieleckim i śląsko-krakowskim (1946–1949). W tym samym okresie brała udział w badaniach na Podhalu i pograniczu lasko-góralskim prowadzonych przez K. Dobrowolskiego, zajmując się głównie zdobnictwem i sztuką ludową. W okresie wrocławskim podjęła badania terenowe na Śląsku Dolnym i Opolskim oraz pograniczu polsko-łużyckim, a w 1953–1954 pracowała dla Polskiego Atlasu Etnograficznego zbierając materiały z zakresu rolnictwa i hodowli. W późniejszym czasie swoje badania skierowała na strój ludowy, tkaninę i produkcje tkacką na wsi polskiej. Zwróciła także baczniejszą uwagę na marginalizowaną dotychczas kategorię dziecka i jego pozycję w tradycyjnej kulturze ludowej.

## Publikacje
1. Materiały do bibliografii archeologii śródziemnomorskiej w Polsce za lata 1800–1950, „Biblioteka Archeologiczna” 4/1952, wspólnie z K. Majewskim.
2. Internationale volkskundliche Bibliographie, Basel 1954.
3. Materiały do bibliografii polskiej (1944–1955), Wrocław 1955, seria: „Archiwum etnograficzne Polskiego Towarzystwa Ludoznawczego” t. 11.
4. Materiały do bibliografii etnografii polskiej za lata 1945–1954, „Lud” 43/1958: Suplement.
5. Problematyka polskiego muzealnictwa etnograficznego w literaturze dwudziestolecia 1945–1964, „Rocznik Muzeum Etnograficznego w Krakowie” 1/1966.
6. Z badań nad obróbką włókna w Gorcach, „Rocznik Muzeum Etnograficznego w Krakowie” 2/1967.
7. Ręczny kołowrót przędzalniczy z Tyńca w świetle materiałów porównawczych, „Rocznik Muzeum Etnograficznego w Krakowie” 3/1968.
8. Odzież chłopska jako dobro majątkowe – „tezauryzacja ubiorów ludowych”, „Polska Sztuka Ludowa” 30(1)/1976.
9. Dziecko wiejskie, „Rocznik Muzeum Etnograficznego w Krakowie” 9/1984.
10. Ubiory dla zmarłych oraz wiejskie ubiory żałobne, „Rocznik Muzeum Etnograficznego w Krakowie” 11/1994.
11. Uprawa i wstępna obróbka lnu na Dolnym Śląsku w XVIII–XX w., „Prace i Materiały Etnograficzne” 20/1997.
12. Wilamowice – „mały Wiedeń”, [w:] Przed 100 laty i dzisiaj. Ludoznawstwo i etnografia między Wiedniem, Lwowem, Krakowem a Pragą, red. E. Fryś-Pietaszakowa, A. Spiss, Kraków 1999.

## Ordery i odznaczenia
- Krzyż Kawalerski Orderu Odrodzenia Polski (1989)[1]
- Złota Odznaka „Za Pracę Społeczną dla miasta Krakowa” (1969)[3]